# Taxonomie van de muizen en ratten van de Oude Wereld
Dit artikel geeft een overzicht van de taxonomische indeling van de muizen en ratten van de Oude Wereld (Murinae), een groep van knaagdieren. De muizen en ratten van de Oude Wereld vormen een onderfamilie binnen de familie Muridae van de superfamilie Muroidea en omvatten bijna 600 soorten, waaronder de bruine en zwarte rat en de huismuis. Sinds de 19e eeuw is er veel over de taxonomie van de groep gepubliceerd, met aandacht voor de afbakening van de onderfamilie, haar verwantschappen, en de onderlinge verwantschappen van haar leden.
Hoewel de naam "Murinae" al sinds 1866 wordt gebruikt, is er daarna nog lange tijd onenigheid geweest over de precieze afbakening van de groep; vormen als de "Hydromyinae", Rhynchomys en Phloeomys, die nu tot de Murinae worden gerekend, werden in aparte onderfamilies geplaatst, en aan de andere kant werden dieren als de hamsterratten en de meeste Deomyinae juist wel in de Murinae geplaatst, hoewel ze daar volgens de huidige inzichten niet thuishoren. De Deomyinae is als laatste van de Murinae afgesplitst; dat gebeurde in de jaren 90 op basis van DNA-onderzoek. Uit DNA-onderzoek en andere gegevens blijkt ook dat de Otomyinae in feite uit Afrikaanse Murinae zijn ontstaan; tegenwoordig worden zij dan ook door sommigen in de Murinae geplaatst.
In het verleden zijn onder andere de boommuizen (Dendromurinae) als nauwe verwanten van de Murinae gezien, maar die verwantschappen zijn door moderne DNA-gegevens niet bevestigd. In plaats daarvan worden nu de gerbils, de Deomyinae, de groeftandbosmuis en de manenratten als de verwanten van de Murinae gezien. De gerbils, die mogelijk van dezelfde groep fossiele Muroidea afstammen, de Myocricetodontinae, zijn waarschijnlijk de nauwste verwanten van de Murinae.
Voor de onderverdeling van de onderfamilie zijn verschillende sterk verschillende classificaties voorgesteld, meestal voornamelijk op basis van kenmerken van de tanden. Naast deze morfologische gegevens worden tegenwoordig ook DNA-gegevens gebruikt voor de classificatie van de Murinae. De meest recente classificatie is die van Guy Musser en Michael Carleton uit 2005, die de onderfamilie onderverdelen in 29 divisies, variërend in grootte van een geslacht met één soort tot 20 geslachten met 109 soorten. In totaal erkennen zij 561 soorten in ongeveer 130 geslachten; inmiddels nadert het aantal soorten door herclassificatie en door de ontdekking van nieuwe soorten met rasse schreden de 600.

## Afbakening
Een historisch belangrijke classificatie van de Murinae is die uit 1945, door de Amerikaanse paleontoloog George Gaylord Simpson in diens monumentale classificatie van de zoogdieren. Simpson plaatste de familie Muridae binnen een grotere superfamilie Muroidea. Binnen de familie erkende hij de onderfamilies
- Dendromurinae
- Hydromyinae
- Murinae
- Otomyinae
- Phloeomyinae
- Rhynchomyinae

De afbakening van Simpson van de onderfamilie Murinae is aanmerkelijk anders dan de tegenwoordige: de onderfamilie omvat nu ook de dieren die bij Simpson de Hydromyinae, Phloeomyinae en Rhynchomyinae vormen, met daarin verschillende Zuidoost-Aziatische, Nieuw-Guinese en Australische geslachten. Daarentegen plaatste Simpson de groeftandbosmuis en de dieren die nu de onderfamilie Cricetomyinae vormen binnen de Murinae.
Zowel voor de groeftandbosmuis als voor de Cricetomyinae duurde het niet lang voor ze definitief uit de Murinae werden verwijderd. Ook de erkenning van de onderfamilie Phloeomyinae duurde niet lang; de leden hiervan hebben volgens de huidige inzichten geen enkele bijzondere onderlinge verwantschap. Dit gold ook voor de onderfamilie Rhynchomyinae (die uitsluitend Rhynchomys omvatte). De onderfamilie Hydromyinae was een langer leven beschoren, al bleek ook deze op termijn niet te handhaven. Eerst werd de suggestie gedaan dat de Filipijnse geslachten Chrotomys en Celaenomys weinig te maken hadden met de rest van deze overwegend Nieuw-Guinese groep. Later bleek dat ook de rest van deze onderfamilie om parafylie te voorkomen niet als aparte onderfamilie moest worden erkend, maar hoogstens een bijzondere groep binnen de Murinae vormde. Toch wordt deze onderfamilie nog tot ver in de 20e eeuw erkend (bijvoorbeeld in Tim Flannerys Mammals of New Guinea uit 1995, dat vrijwel alle inheemse Murinae van Nieuw-Guinea in de Hydromyinae plaatste).
Vanaf de jaren '90 van de 20e eeuw werd uit voornamelijk DNA-sequentie gegevens duidelijk dat de grotendeels Afrikaanse geslachten Acomys, Lophuromys en Uranomys niet aan de overige Murinae verwant waren, maar samen met Deomys een aparte groep vormden, die tegenwoordig erkend wordt als de onderfamilie Deomyinae.
Uit DNA-sequentie gegevens bleek ook dat de dieren die tot dan toe de onderfamilie Otomyinae vormden, en gezien werden als een zeer van de Murinae verschillende groep, binnen de Murinae moesten worden geplaatst. De logische conclusie die hieruit voort hoort te vloeien - om de onderfamilie Otomyinae niet meer te erkennen - is in de formele classificatie door de bovengenoemde Musser en Carleton, in Mammal Species of the World (2005), echter nog niet getrokken.
Musser en Carleton, in Mammal Species of the World, erkennen 561 soorten binnen de onderfamilie. Deze soorten werden in ongeveer 130 geslachten ingedeeld, maar zij gaven aan dat verschillende geslachten in de toekomst zouden worden opgesplitst; inmiddels zijn er ook twee andere volledig nieuwe geslachten beschreven. Sindsdien neemt dit aantal nog steeds toe door de ontdekking van nieuwe soorten en het opsplitsen van oude. Daarnaast omvat de onderfamilie een groot aantal uitgestorven geslachten en soorten.

## Verwantschappen
Tegelijk met de afbakening van de Murinae is de perceptie van haar verwantschappen veranderd. In 1945 plaatste Simpson de Murinae in een familie Muridae samen met andere onderfamilies (zie boven), binnen een grotere superfamilie Muroidea. De superfamilie is gebleven, maar de verwantschappen tussen de onderfamilies die haar vormen zijn lange tijd onderwerp van debat geweest, en zijn dat nog steeds. Nadat allerlei varianten voorgesteld waren, werd de superfamilie opgeheven ten gunste van de ene familie Muridae door de genoemde Carleton en Musser, in 1984, omdat ze geen duidelijke verwantschappen tussen de onderfamilies konden vinden, en dus ook geen groepen die tot families samen te voegen zouden zijn.
Deze classificatie werd min of meer gevolgd, tot DNA-sequentie gegevens in het begin van de 21e eeuw een nieuwe indeling mogelijk maakten met zes families. De grootste daarvan is de Muridae, die de onderfamilies Murinae, Deomyinae, Leimacomyinae, Gerbillinae (gerbils), Otomyinae en volgens latere gegevens de Lophiomyinae omvat. Binnen deze groep zijn de gerbils de waarschijnlijkste verwanten van de Murinae.
De verwantschappen van de Murinae [volgens wie?] zijn als volgt weer te geven:
|   | \| \| Muizen en ratten van de Oude Wereld \| \| \| \| \| \| Gerbils \| \| \| \| |
|   |                                                                                 |
|   | Deomyinae                                                                       |
|   |                                                                                 |
| ? | Groeftandbosmuis                                                                |
|   | Groeftandbosmuis                                                                |
|   | Muizen en ratten van de Oude Wereld                                             |
|   |                                                                                 |
|   | Gerbils                                                                         |
|   |                                                                                 |

|  | Muizen en ratten van de Oude Wereld |
|  |                                     |
|  | Gerbils                             |
|  |                                     |

|   | \| \| Muizen en ratten van de Oude Wereld \| \| \| \| \| \| Gerbils \| \| \| \| |
|   |                                                                                 |
|   | Deomyinae                                                                       |
|   |                                                                                 |
| ? | Groeftandbosmuis                                                                |
|   | Groeftandbosmuis                                                                |
|   | Muizen en ratten van de Oude Wereld                                             |
|   |                                                                                 |
|   | Gerbils                                                                         |
|   |                                                                                 |

|  | Muizen en ratten van de Oude Wereld |
|  |                                     |
|  | Gerbils                             |
|  |                                     |

|   | \| \| Muizen en ratten van de Oude Wereld \| \| \| \| \| \| Gerbils \| \| \| \| |
|   |                                                                                 |
|   | Deomyinae                                                                       |
|   |                                                                                 |
| ? | Groeftandbosmuis                                                                |
|   | Groeftandbosmuis                                                                |
|   | Muizen en ratten van de Oude Wereld                                             |
|   |                                                                                 |
|   | Gerbils                                                                         |
|   |                                                                                 |

|  | Muizen en ratten van de Oude Wereld |
|  |                                     |
|  | Gerbils                             |
|  |                                     |

|   | \| \| Muizen en ratten van de Oude Wereld \| \| \| \| \| \| Gerbils \| \| \| \| |
|   |                                                                                 |
|   | Deomyinae                                                                       |
|   |                                                                                 |
| ? | Groeftandbosmuis                                                                |
|   | Groeftandbosmuis                                                                |
|   | Muizen en ratten van de Oude Wereld                                             |
|   |                                                                                 |
|   | Gerbils                                                                         |
|   |                                                                                 |

|  | Muizen en ratten van de Oude Wereld |
|  |                                     |
|  | Gerbils                             |
|  |                                     |

## Onderverdeling
Deze zelfde DNA-sequentie gegevens maakten ook een herziening van de verwantschappen binnen de onderfamilie mogelijk, ook sinds lang een omstreden zaak.
Een van de eerste pogingen om die verwantschappen te ontravelen was die van de Amerikaan George Herbert Hamilton Tate, die in 1936 de Murinae verdeelde in geslachten met, respectievelijk, simpele, complexe en bassinvormige kiezen (overeenkomend met de Murinae, Phloeomyinae en Hydromyinae van Simpson).
In zijn beroemde classificatie van de knaagdieren uit 1941 plaatste de Brit John Ellerman Anisomys in een aparte groep ("Anisomyes") tegenover de overige Murinae ("Mures"; daarnaast erkende hij de Rhynchomyinae en Hydromyinae).
Een volgende invloedrijke classificatie was die van Misonne uit 1969, die zich ook voornamelijk op de morfologie van de tanden baseerde. Misonne deelde de Murinae in vier "divisies" in:
- de Lenothrix-Parapodemus-divisie met een aantal primitieve geslachten,
- de Arvicanthis-divisie met vele Afrikaanse en Indiase vormen,
- de Rattus-divisie, die vooral veel Aziatische en Australaziatische geslachten omvatte,
- en een vierde divisie voor de vormen met bassinvormige kiezen, waarin hij naast de Hydromyinae ook de Rhynchomyinae, Echiothrix, Macruromys en Crunomys plaatste.

Sindsdien is nog een aantal minder significante classificaties gepubliceerd, die hier niet verder worden besproken. In de derde editie van het standaardwerk Mammal Species of the World (2005) plaatsten de al eerder genoemde Musser en Carleton de leden van hun Murinae in 29 divisies (voor deze benaming grepen ze bewust terug op Misonne), gebaseerd op gepubliceerde DNA-sequenties en morfologische informatie en op hun eigen onderzoek. Deze divisies worden hieronder met hun leden besproken.

### Aethomys-divisie
Deze divisie omvat de geslachten Aethomys en Micaelamys en bestaat daarmee in totaal uit twee geslachten en elf soorten. Aethomys omvat negen soorten, die in centraal en zuidelijk Afrika voorkomen, noordelijk tot het noorden van Nigeria en het zuiden van Tsjaad, Micaelamys omvat twee soorten, die tot zuidelijk Afrika beperkt zijn. Voor 2005 werd Micaelamys tot Aethomys gerekend, maar DNA-sequentie onderzoek geeft aan dat de twee geslachten niet elkaars nauwste verwanten zijn. Musser en Carleton geven dan ook toe dat deze divisie waarschijnlijk geen monofyletische groepering is.

### Apodemus-divisie

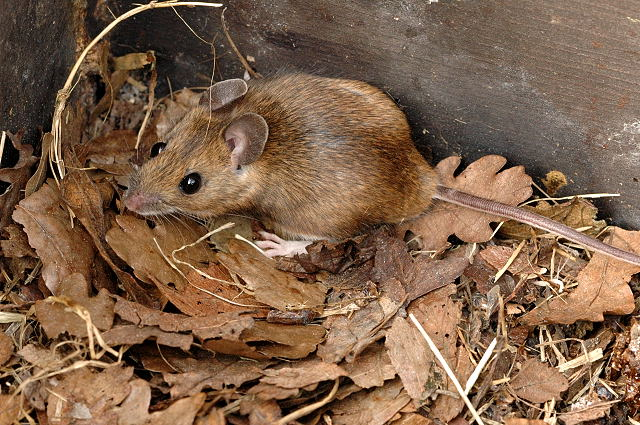
Geelhalsbosmuis (Apodemus flavicollis).

Deze divisie omvat de geslachten Apodemus, Rhagamys en Tokudaia (drie geslachten en in totaal 25 soorten). Apodemus, dat de bosmuizen van Eurazië samenvat, heeft een grote verspreiding van West-Europa tot Oost-Azië en is verdeeld in 21 levende en verscheidene uitgestorven soorten. De twee overige geslachten hebben een beperkte verspreiding. Rhagamys omvat een enkele uitgestorven soort, R. orthodon, die tot het einde van het eerste millennium voor Christus op Corsica en Sardinië voorkwam. Tokudaia bestaat uit drie soorten, die op verschillende eilanden in de Riukiu-eilanden (Japan) voorkomen. Fossielen als Parapodemus, Rhagapodemus en Sinapodemus worden als verwanten van deze divisie beschouwd.

### Arvicanthis-divisie

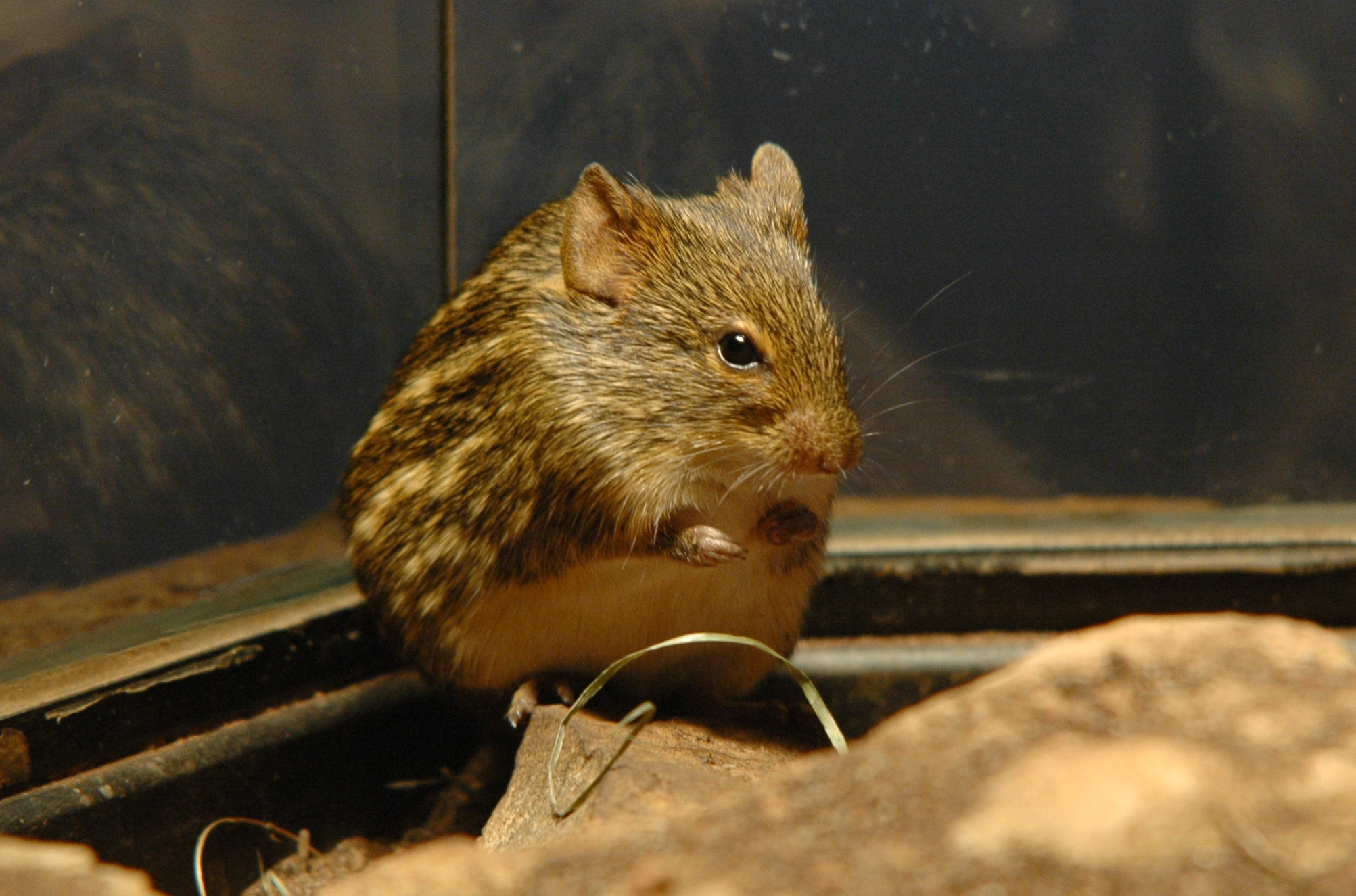
Gestreepte grasmuis (Lemniscomys striatus).

Deze grote Afrikaanse divisie omvat de geslachten Arvicanthis, Desmomys, Lemniscomys, Mylomys, Pelomys en Rhabdomys (in totaal zes geslachten en 27 soorten). Arvicanthis omvat zeven soorten, die in de graslanden van vrijwel geheel Afrika voorkomen, net als de elf soorten van Lemniscomys. Desmomys, met twee soorten, is in verspreiding beperkt tot Ethiopië. Mylomys omvat eveneens twee soorten; die zijn respectievelijk beperkt tot Ethiopië en tot het midden van Afrika van Guinee tot Zuid-Soedan. De vijf soorten van Pelomys komen verspreid in Centraal-Afrika voor, de twee van Rhabdomys in verschillende habitats in zuidelijk Afrika. De leden van deze divisie zijn overwegend herbivoor. Van soorten van het geslacht Lemniscomys is bekend dat deze periodiek hun dieet aanvullen met insecten.
De Arvicanthis-divisie vormt de kern van een grotere groep voornamelijk Afrikaanse geslachten die volgens DNA-sequentie onderzoeken aan elkaar verwant zijn. Deze groep omvat ook de Aethomys-, Dasymys-, Golunda-, Hybomys- en Oenomys-divisies en is al eens de "Arvicanthini" gedoopt. Deze "Arvicanthini" zou het nauwste verwant zijn aan de Otomyinae.

### Chrotomys-divisie

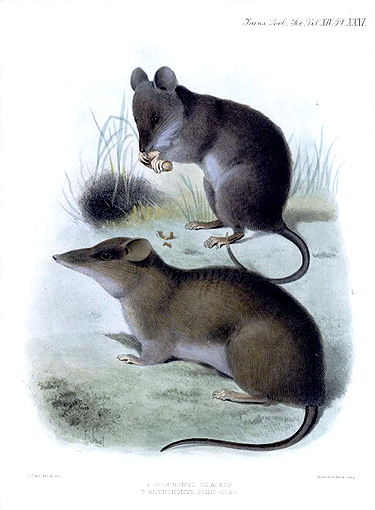
Chrotomys silaceus (boven) en Rhynchomys soricoides (onder).

Deze Filipijnse divisie omvat de vier geslachten Apomys, Archboldomys, Chrotomys en Rhynchomys, die samen 21 beschreven soorten omvatten. De vier soorten van Rhynchomys en drie van Archboldomys zijn alle beperkt tot geïsoleerde bergen of gebergtes op het eiland Luzon. Chrotomys is behalve op Luzon ook op Mindoro en Sibuyan gevonden en heeft in totaal vijf soorten. Apomys omvat negen beschreven soorten die in het grootste deel van de Filipijnen gevonden worden, maar daarnaast ook een groot aantal soorten dat nog geen wetenschappelijke naam heeft.
Deze Chrotomys-divisie is in 1992 op morfologische gronden voorgesteld door Musser en Heaney, met toevoeging van Crunomys. Musser en Heaney zagen een nauwere verwantschap tussen Crunomys, Archboldomys, Chrotomys en Rhynchomys, die ze op twee kenmerken baseerden: een staart die veel korter is dan het lichaam en het samensmelten van de anterolabiale en anterolinguale knobbels, de metaconide en de protoconide op de eerste kies in de onderkaak (m1). Voor de verwantschap met Apomys werden vier andere kenmerken aangegeven: (1) lange en smalle achtervoeten met een gereduceerde eerste en vijfde teen; (2) een gat tussen de capsula otica en het os squamosum en het os alisphenoideum (behalve bij Rhynchomys); (3) de derde kies is ofwel gereduceerd ofwel afwezig; (4) de anteroconide, metaconide en protoconide op m1 zijn gefuseerd (behalve bij Rhynchomys). Musser en Heaney waren echter sceptisch over de fylogenetische waarde van deze kenmerken; bij de twee laatste kenmerken verschilt de manier waarop de kiezen gereduceerd en de knobbels gefuseerd zijn bijvoorbeeld sterk tussen Apomys en de overige geslachten. Met uitzondering van Crunomys, die hieronder onder de Crunomys-divisie besproken wordt, werd de verwantschap tussen deze geslachten echter bevestigd door DNA-sequentie gegevens.

### Colomys-divisie
Deze Afrikaanse divisie omvat vier soorten in drie geslachten: Colomys, Nilopegamys en Zelotomys. Colomys en de nauw verwante Nilopegamys omvatten elk een sterk aan het leven in het water aangepaste soort; ze komen respectievelijk in de regenwoudzone van West- en Centraal-Afrika en in Ethiopië voor. De twee soorten van Zelotomys in centraal en zuidelijk Afrika zijn de nauwste verwanten van deze twee geslachten. De verwanten van deze divisie moeten volgens DNA-sequentie gegevens binnen de grotere en diversere Stenocephalemys-divisie worden gezocht; naar verluidt is Myomys verreauxii de nauwste verwant van de divisie.

### Crunomys-divisie

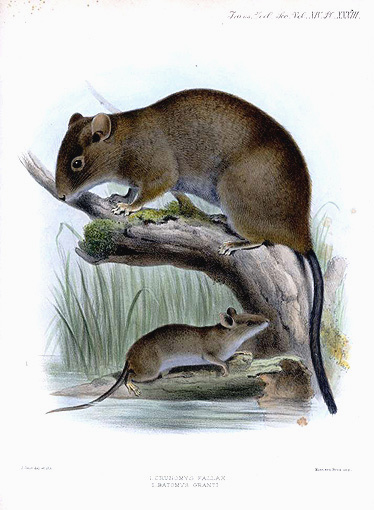
Crunomys fallax (onder).

De vijf soorten en twee geslachten van deze divisie, Crunomys en Sommeromys, komen uitsluitend in de Filipijnen en op Celebes voor. De Filipijnen herbergen drie zeldzame soorten van Crunomys, de bergen van Midden-Celebes worden bewoond door de al even zeldzame vierde soort van Crunomys en door Sommeromys macrorhinos, waarvan slechts een exemplaar bekend is. Archboldomys werd oorspronkelijk als de nauwste verwant van Crunomys gezien, maar DNA-sequentie gegevens geven in plaats daarvan een verwantschap aan tussen Crunomys en Maxomys, terwijl Archboldomys verwant is aan andere Filipijnse geslachten. De verwantschap tussen Sommeromys en Crunomys is uitsluitend op morfologische gegevens gebaseerd.

### Dacnomys-divisie
Deze Zuidoost-Aziatische divisie bestaat uit 29 soorten in acht geslachten, waarvan er zes slechts een soort omvatten. Het belangrijkste geslacht is Niviventer, dat, over zeventien soorten verdeeld, voorkomt van de Himalaya en China tot Borneo en Bali. Het tweede geslacht met meer dan een soort is Leopoldamys, met zes soorten, dat een wat beperktere verspreiding heeft van Noordoost-India tot Sumatra. Een derde geslacht, Srilankamys, omvat slechts een soort, die uitsluitend in de bergen van Sri Lanka is gevonden. Ook Anonymomys, waarvan de verwantschap met de overige geslachten van de divisie discutabel is, is beperkt tot een enkel eiland aan de rand van de verspreiding van de divisie: Mindoro in de Filipijnen. De vier overige geslachten komen op het vasteland van Zuidoost-Azië voor. Twee daarvan zijn al lange tijd bekend, Chiromyscus (Noord-Myanmar en Zuidwest-China tot Vietnam) en Dacnomys (Oost-Nepal tot Noordwest-Vietnam), twee andere, beide met een veel kleinere verspreiding, zijn pas na de publicatie van de derde editie van Mammal Species of the World gepubliceerd en zijn in hun oorspronkelijke beschrijvingen expliciet in de Dacnomys-divisie geplaatst. Dit zijn Saxatilomys uit Laos en Tonkinomys uit Vietnam. De uitgestorven geslachten Qianomys en Wushanomys uit China worden ook in de Dacnomys-divisie geplaatst. Qianomys heeft slechts een soort en is uitsluitend uit het Laat-Pleistoceen van Guizhou bekend; daarentegen bestaat Wushanomys uit drie soorten uit het Plioceen van Hubei en het Pleistoceen van Sichuan. De verwantschappen tussen deze geslachten worden ondersteund door zowel morfologische als, in sommige gevallen, DNA-sequentie overeenkomsten. Haar nauwste verwanten zijn de Maxomys- en Rattus-divisies.

### Dasymys-divisie
Deze divisie omvat uitsluitend het Afrikaanse geslacht Dasymys, met zo'n 14 soorten, en is verwant aan de overige "Arvicanthini" van Afrika.

### Echiothrix-divisie
Ook deze divisie omvat slechts een geslacht: Echiothrix uit Celebes, met twee soorten. Echiothrix werd door Oldfield Thomas als een verwant van Rhynchomys gezien, maar tegenwoordig is er geen duidelijke verwantschap met welk ander geslacht ook bekend.

### Golunda-divisie
Deze divisie, die slechts een geslacht omvat, Golunda, dat van Zuidoost-Iran tot Pakistan, India, Nepal en Sri Lanka voorkomt en een levende en verschillende fossiele soorten omvat, wordt gezien als een verwant van de Afrikaanse "Arvicanthini", volgens DNA-sequentie gegevens terecht.

### Hadromys-divisie
Het enige geslacht van deze divisie, Hadromys, omvat een uitgestorven en twee levende soorten, die in Noordoost-India, Zuidwest-China en omliggende gebieden te vinden zijn. Het geslacht is, waarschijnlijk onterecht, net als Golunda als een verwant van de "Arvicanthini" gezien. Op de fossiele Prohadromys na zijn er geen nauwe verwanten van Hadromys bekend.

### Hybomys-divisie
De negen soorten in drie geslachten van deze divisie vormen deel van de "Arvicanthini" en zijn beperkt tot de tropische regenwouden van Afrika. Dephomys omvat twee West-Afrikaanse soorten. De zes soorten van Hybomys komen voor in West- en Midden-Afrika. De ene soort van Stochomys, S. longicaudatus, heeft een kleinere verspreiding in de regenwouden van West- en Midden-Afrika.

### Hydromys-divisie

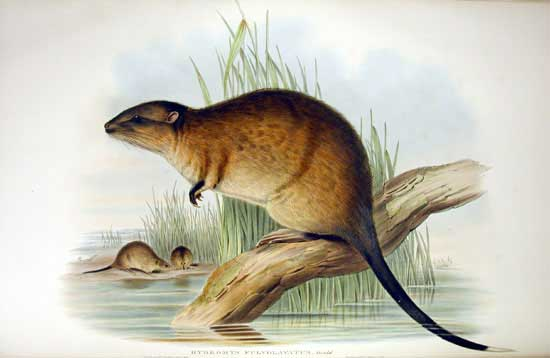
Australische beverrat (Hydromys chrysogaster).

Deze divisie omvat zes in meerdere of mindere mate aan een leven in het water aangepaste geslachten met in totaal twaalf soorten, die voornamelijk op Nieuw-Guinea leven. Twee geslachten, Crossomys en Parahydromys hebben slechts een soort, Microhydromys, Paraleptomys en Baiyankamys hebben er elk twee. Het zesde en grootste geslacht, Hydromys, heeft vier beschreven soorten en is het enige geslacht dat niet uitsluitend op Nieuw-Guinea voorkomt, maar ook in Australië en op eilanden als Nieuw-Brittannië en Obi. De leden van de Xeromys-divisie werden voorheen samen met de Hydromys-divisie in de onderfamilie Hydromyinae geplaatst; beide divisies zijn waarschijnlijk het nauwste verwant aan andere Australische en Nieuw-Guinese groepen als de Conilurus-, Uromys- en Pogonomys-divisies.

### Lorentzimys-divisie
Deze divisie omvat een geïsoleerd Nieuw-Guinees geslacht met slechts een soort, Lorentzimys. Hoewel verschillende gegevens een verwantschap met Leptomys (Xeromys-divisie) suggereren, is het geslacht niet nauw aan andere vormen verwant.

### Malacomys-divisie
Ook deze divisie omvat slechts een geslacht, Malacomys uit de Afrikaanse regenwouden, dat uit drie soorten bestaat. Het geslacht heeft, wat betreft DNA-sequentie, overeenkomsten met Praomys, maar zowel morfologisch als moleculair fylogenetisch onderzoek ondersteunt een verwantschap tussen Malacomys en de Stenocephalemys-divisie, waar Praomys toe behoort, niet. De werkelijke verwantschappen van Malacomys zijn nog onbekend.

### Maxomys-divisie
Het enige geslacht van deze divisie, Maxomys, omvat zeventien beschreven en ongeveer vier onbeschreven soorten en komt voor van Zuid-China tot Mindoro in de Filipijnen en Celebes in Indonesië. De fossiele Ratchaburimys is mogelijk de nauwste verwant van dit geslacht; DNA-sequentie gegevens geven een verwantschap met Maxomys en een minder nauwe relatie met de Rattus- en Dacnomys-divisies aan.

### Melasmothrix-divisie
Deze divisie omvat drie spitsmuisachtige soorten in twee geslachten, Melasmothrix met een soort en Tateomys met twee soorten. Al deze soorten komen uitsluitend in de bergen van Midden-Celebes voor. Wat de nauwste verwanten van deze twee geslachten zijn, is onbekend.

### Micromys-divisie

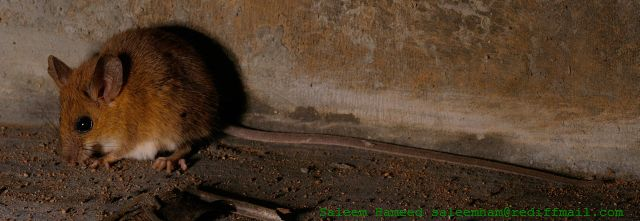
Langstaartige Indische boommuis (Vandeleuria oleracea).

De zestien soorten die de zes geslachten van deze divisie vormen komen voornamelijk in Zuidoost-Azië, maar ook in het Palearctisch gebied voor. Daar leeft namelijk Micromys, dat tegenwoordig nog slechts een soort telt, maar van verschillende fossiele vormen bekend is. Dit geslacht heeft een grote verspreiding van Europa tot Oost-Azië. De verspreiding van Micromys in China raakt die van Vernaya, een ander geslacht uit de divisie, dat eveneens een levende en meerdere uitgestorven soorten omvat, maar met een veel kleinere verspreiding: Vernaya fulva is tegenwoordig beperkt tot de bergen van Zuid-China en Noord-Myanmar, en ook de fossiele soorten komen uit dat gebied. V. fulva werd oorspronkelijk beschreven als een soort van een ander geslacht uit de divisie, Chiropodomys. Dit geslacht omvat zes soorten, die van Noordoost-India en Zuid-China tot de zuidwestelijke Filipijnen voorkomen, maar hun grootste diversiteit bereiken op Borneo. Ook Haeromys, op basis van morfologische gegevens een verre verwant van Chiropodomys is met twee soorten relatief divers op Borneo. Een van die twee komt ook op Palawan in de Filipijnen voor. Op Celebes leven twee andere soorten, waarvan er een nog geen wetenschappelijke naam heeft. Een andere, maar nauwere, verwant van Chiropodomys, is Hapalomys uit het Zuidoost-Aziatische vasteland (inclusief het schiereiland Malakka). Dit geslacht omvat twee levende en vier uitgestorven soorten. Het laatste geslacht in de divisie is Vandeleuria uit Zuid- en Zuidoost-Azië, dat drie soorten omvat. De morfologie van de kiezen van dit geslacht lijkt op die van Micromys. Ook een verwantschap tussen Vandeleuria en de leden van de Pithecheir-divisie is echter voorgesteld, en vormt een van de mogelijke verwantschappen van de Micromys-divisie.

### Millardia-divisie
De leden van de Millardia-divisie, die grotendeels tot India beperkt is, zijn wel als Indiase "Arvicanthini" gezien of als verwanten van de eveneens Afrikaanse Praomys, maar die verwantschappen worden tegenwoordig als onwaarschijnlijk gezien. De divisie omvat acht soorten in vier geslachten, waarvan Diomys, met een soort uit Noordoost-India, Nepal en Noord-Myanmar, als enige nooit tot Rattus is gerekend. Bij de andere geslachten gebeurde dat echter onterecht, want DNA-sequentie gegevens geven aan dat een ander geslacht, Millardia, niet nauw verwant is aan alle andere Murinae. Dit geslacht omvat vier soorten uit India, Pakistan, Nepal, Sri Lanka en Myanmar. Sinds Millardia weer als een apart geslacht en niet meer als een deel van Rattus wordt gezien, is het als een verwant beschouwd van Cremnomys, een geslacht met twee soorten die uitsluitend in Noordwest- en Zuid-India voorkomen. Aanvankelijk werd er echter nog een derde soort tot Cremnomys gerekend. Deze soort, C. blanfordi, die voorkomt in India en op Sri Lanka, wordt nu als de enige soort van het geslacht Madromys beschouwd.

### Mus-divisie

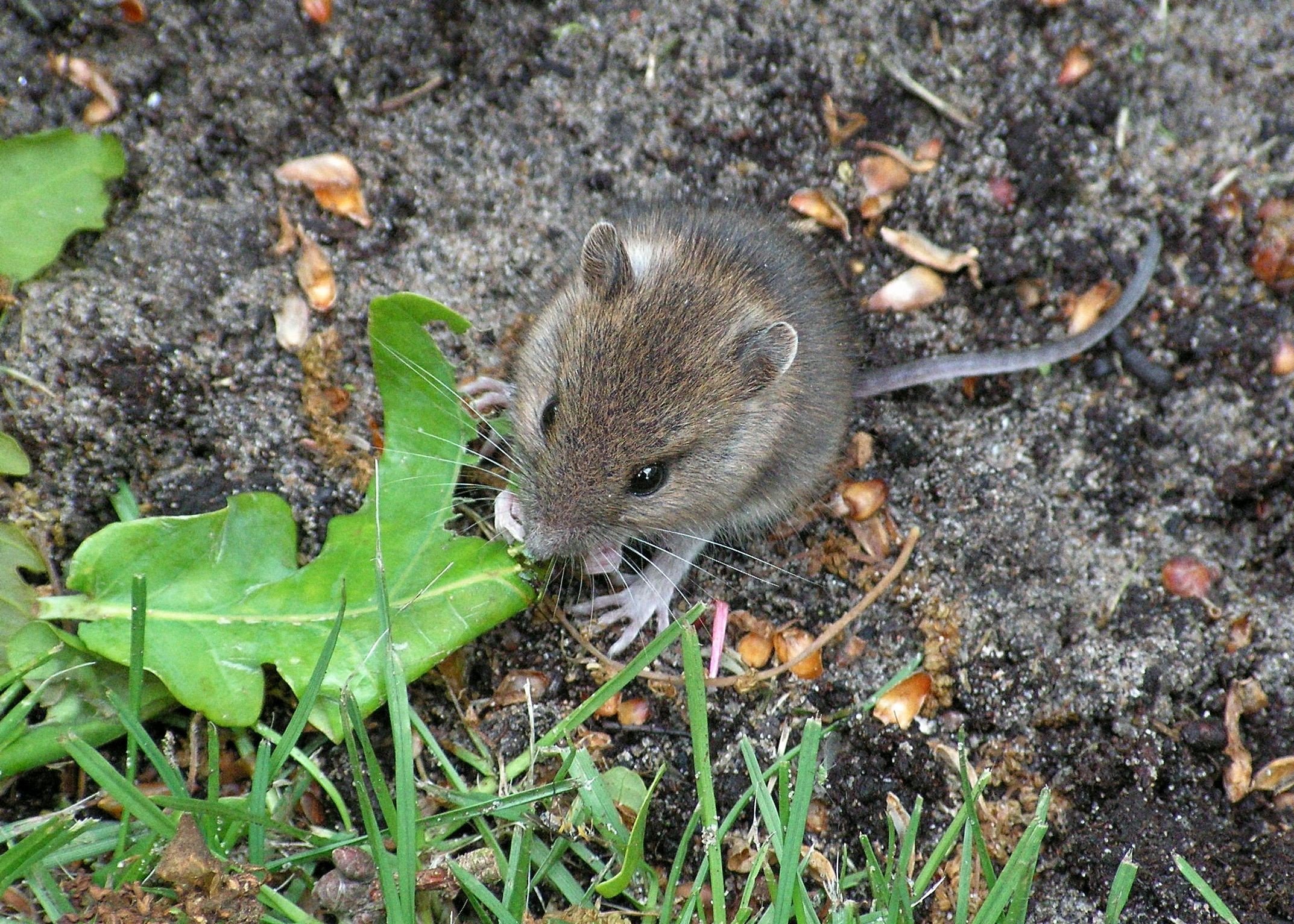
Huismuis (Mus musculus).

Deze grote divisie omvat naast het Ethiopische geslacht Muriculus, met slechts een soort, ook het wijdverspreide geslacht Mus. De veertig soorten van deze groep zijn inheems in Afrika, Zuid-Europa en Zuidwest-, Zuid- en Zuidoost-Azië; een soort, de huismuis (M. musculus), is over de gehele wereld heen geïntroduceerd.

### Oenomys-divisie

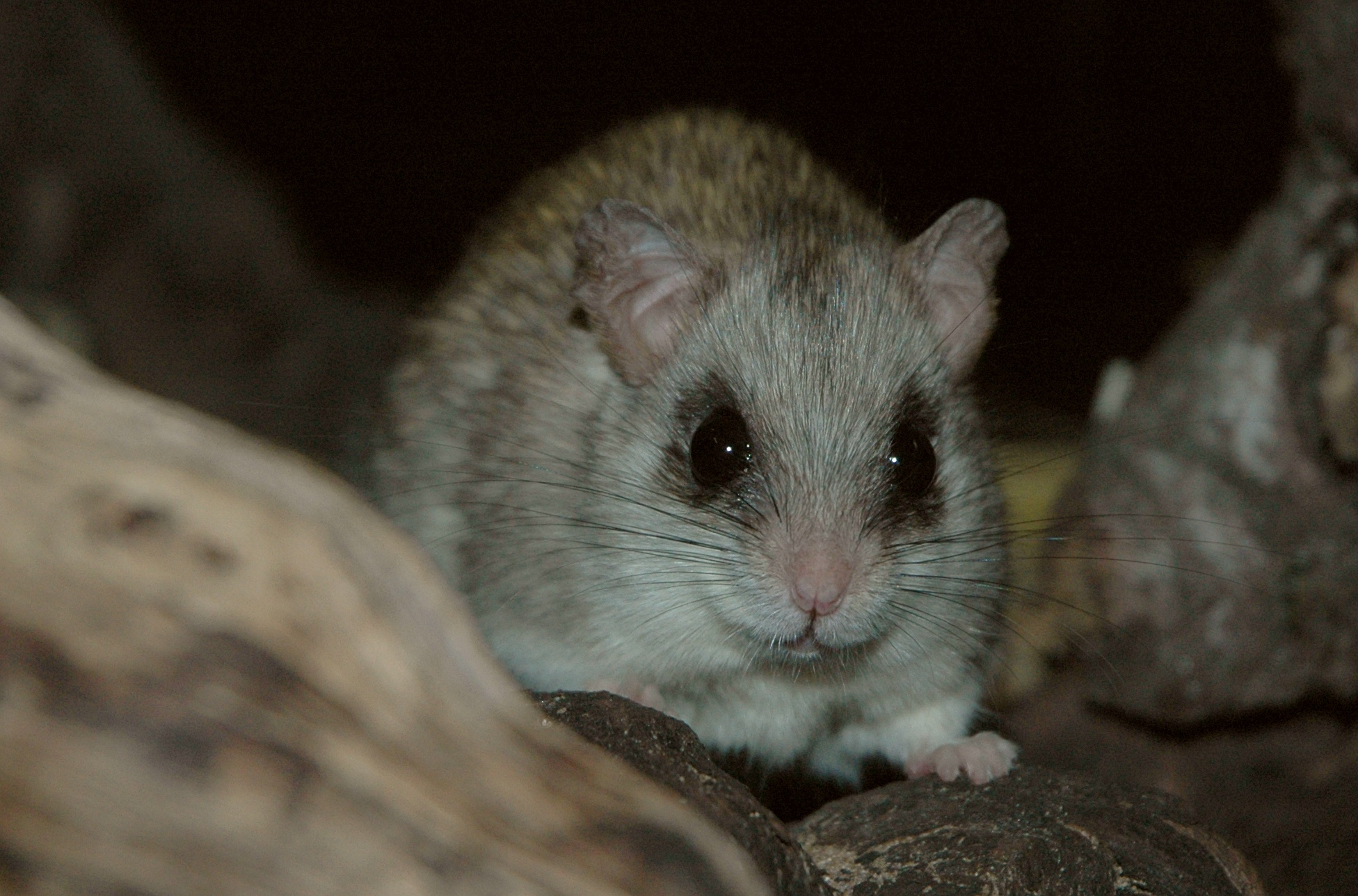
Thallomys paedulcus.

Deze divisie omvat een groot deel van de Afrikaanse "Arvicanthini" en bestaat uit vijf nog levende Afrikaanse geslachten met in totaal 21 soorten en twee uitgestorven geslachten uit de Canarische Eilanden, Malpaisomys en Canariomys met respectievelijk een en twee soorten, die zich overigens waarschijnlijk onafhankelijk van elkaar ontwikkeld hebben. Oenomys, dat twee West- en Midden-Afrikaanse soorten omvat, is een van de geslachten die specifiek als een verwant van de Canarische ratten zijn gezien. Lamottemys, dat slechts een soort omvat, die alleen op Mount Oku in Kameroen voorkomt, is een van de nauwste verwanten van Oenomys, net als Thamnomys, dat drie soorten omvat in het oosten van de Democratische Republiek Congo en omliggende landen. Het grootste geslacht van de divisie, Grammomys, dat elf soorten omvat en in grote delen van Afrika voorkomt, is lange tijd als een ondergeslacht tot Thamnomys gerekend. Twee van de soorten van Grammomys behoren samen met een onbeschreven soort tot een apart geslacht, dat nog een wetenschappelijke naam moet krijgen. Het laatste geslacht van de divisie, Thallomys, wordt als een verwant van Grammomys gezien. Het omvat vier soorten in zuidelijk en oostelijk Afrika.

### Phloeomys-divisie

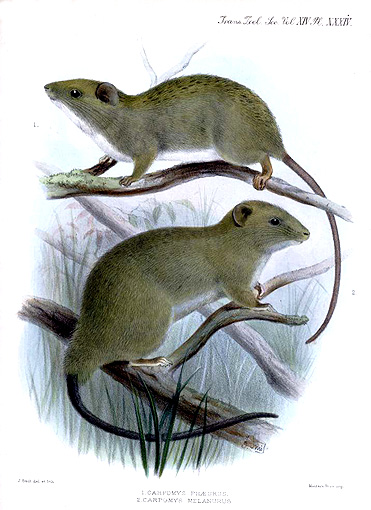
Carpomys phaeurus (boven) en Carpomys melanurus (onder).

Deze Filipijnse divisie wordt op basis van DNA-gegevens gezien als de zustergroep van alle andere Murinae. Ze omvat dertien soorten in vier geslachten. Het best bekende geslacht van de vier is Phloeomys, dat twee soorten omvat uit Groot-Luzon. Een ander geslacht is Crateromys, met vier soorten met elk een kleine verspreiding op respectievelijk Noord-Luzon, Ilin (bij Mindoro), Panay en Dinagat. De soort uit Dinagat, C. australis, is mogelijk verwant aan een ander geslacht, Batomys, dat met vijf soorten in de regio's Groot-Luzon en Groot-Mindanao voorkomt. Het laatste geslacht, Carpomys, omvat twee soorten die uitsluitend in de bergen van Noord-Luzon voorkomen en waar bar weinig over bekend is. De verwantschap tussen de leden van deze divisie is op basis van zowel morfologische als DNA-gegevens bevestigd. Gedeelde kenmerken zijn (1) de vorm van de anteroconide (een knobbel op de kiezen in de onderkaak), (2) op elke kies in de bovenkaak is de knobbel t7 aanwezig; (3) de aanwezigheid van patronen in de vacht.

### Pithecheir-divisie
Deze divisie omvat een aantal primitieve geslachten uit Zuidoost-Azië, met in totaal negen soorten in zes geslachten. Eropeplus en Lenomys, elk met een nog levende soort (Lenomys omvat ook nog een onbeschreven subfossiele soort), zijn sterk op elkaar lijkende ratten uit Celebes. Lenothrix, dat eveneens slechts een soort omvat, komt voor op Malakka, Borneo en het eiland Tuangku bij Sumatra. De drie soorten van Margaretamys komen uitsluitend op Celebes voor. Pithecheir omvat twee levende soorten uit respectievelijk Malakka en Java en een derde uitgestorven soort uit het zuiden van Thailand. Pithecheirops is slechts van een exemplaar bekend uit de regenwouden van Borneo. Waar de verwanten van deze divisie gezocht moeten worden, is onbekend.

### Pogonomys-divisie
Deze divisie, die 27 soorten in 15 geslachten omvat, komt voornamelijk op Nieuw-Guinea voor. Twee geslachten, Coryphomys uit Timor en Spelaeomys uit Flores, zijn echter uit andere gebieden afkomstig. Een ander geslacht, Pogonomys, kan behalve op Nieuw-Guinea ook in het noordoosten van Australië en op de D'Entrecasteaux-eilanden worden gevonden. Dit geslacht omvat tot nu toe vijf beschreven soorten, hoewel er nog minstens twee andere bestaan. Een ander geslacht dat op de D'Entrecasteaux-eilanden voorkomt, Chiruromys, is lange tijd tot Pogonomys gerekend als een ondergeslacht. Het omvat drie beschreven soorten en een die nog een naam moet krijgen; deze komen allemaal op Nieuw-Guinea en de direct omliggende eilanden voor. Pogonomelomys, dat oorspronkelijk als een tussenvorm tussen Pogonomys en Melomys werd gezien, is een van de andere geslachten uit de divisie. Het omvat twee soorten, die op Nieuw-Guinea en Salawati zijn gevonden. Een nauwe verwant is Abeomelomys, dat met een soort in de bergen van Papoea-Nieuw-Guinea voorkomt. Een ander geslacht dat eerder tot Pogonomelomys werd gerekend is Coccymys, waarvan twee soorten in de bergen van Nieuw-Guinea voorkomen. Het geslacht Mammelomys deelt met deze geslachten een geschiedenis een oorspronkelijke plaatsing als deel van Melomys. Het omvat twee soorten uit het noorden van Nieuw-Guinea en het nabijgelegen Japen. Ook Xenuromys, een grote, zeldzame rat waarvan slechts een soort bekend is, werd eerder als een verwant van Melomys en dergelijke gezien. Een andere grote rat is Mallomys, waarvan vier soorten in de bergen van Nieuw-Guinea voorkomen, en ook de drie overige geslachten (Hyomys en Macruromys met elk twee soorten en Anisomys met een soort) omvatten grote ratten uit de Nieuw-Guinese bergen. De verwantschappen van deze divisie liggen naar alle waarschijnlijkheid bij de overige Australische en Nieuw-Guinese divisies.

### Pseudomys-divisie

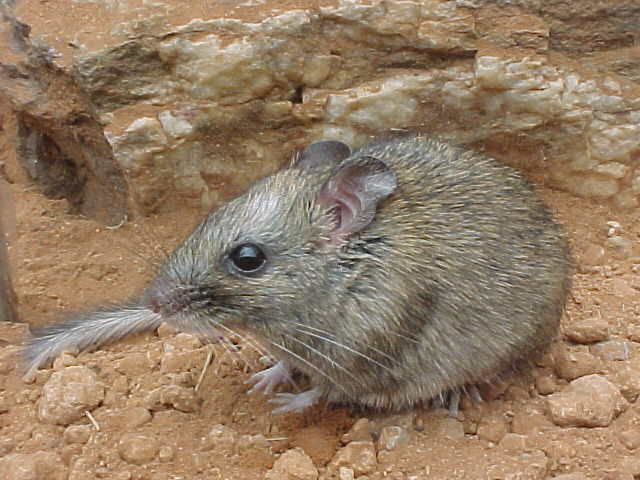
Australische rotsrat (Zyzomys pedunculatus).

De 47 soorten in de acht geslachten van deze divisie maken het grootste gedeelte van de Murinae van Australië uit, en op enkele soorten in het uiterste zuiden van Nieuw-Guinea na is de divisie ook tot Australië beperkt. Het grootste geslacht is Pseudomys, met 24 levende en verschillende onbeschreven en uitgestorven soorten, dat in vrijwel geheel Australië en in het zuiden van Nieuw-Guinea voorkomt. Dit geslacht is niet monofyletisch en moet (en zal, als we de Australische bioloog Fred Ford mogen geloven) in verschillende kleinere geslachten worden gesplitst. Het geslacht Mastacomys, dat slechts een soort omvat en in het zuidoosten van Australië voorkomt, is vaak tot Pseudomys gerekend. In de woestijnen van Australië komt Notomys met negen beschreven en enkele onbeschreven soorten voor; dat is een andere nauwe verwant van Pseudomys. Leggadina uit het midden en noorden van Australië, met twee soorten, werd eerder als een nauwe verwant van Pseudomys gezien, maar is dat waarschijnlijk niet. Een mogelijke verwant van Leggadina is Zyzomys, dat een uitgestorven en vijf levende rotsratten uit het noorden en midden van Australië samenvat. In noordelijk Australië is ook Mesembriomys te vinden, dat twee soorten omvat. Een verwant van Mesembriomys is Conilurus, dat een recent uitgestorven Australische soort en een nog levende soort uit Australië en zuidelijk Nieuw-Guinea omvat. Het laatste geslacht van de divisie, Leporillus, is ook verwant aan deze twee geslachten en omvat twee soorten uit het zuidwesten van Australië, waarvan er een uitgestorven is.

### Rattus-divisie

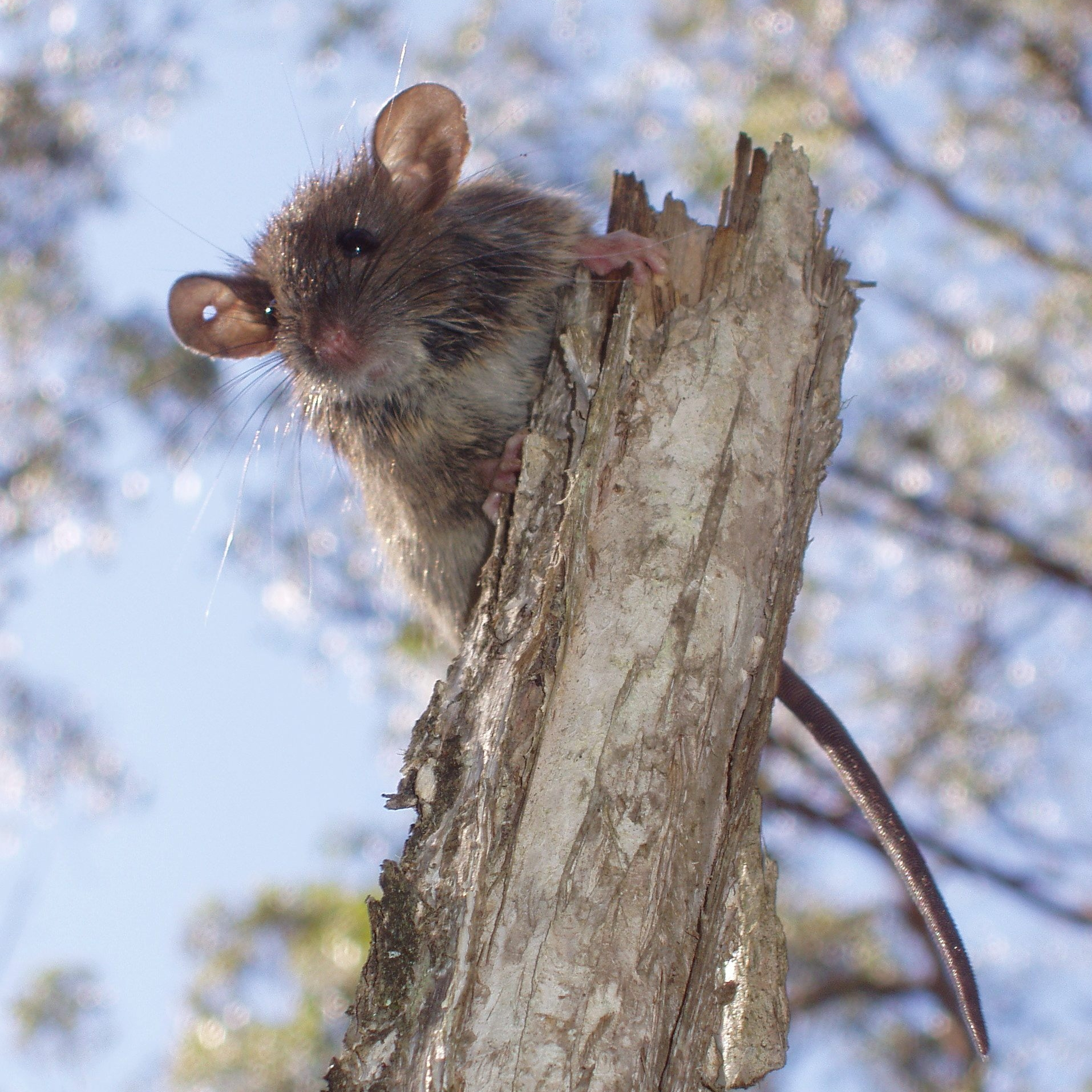
Rattus fuscipes.

Met 109 soorten in 20 geslachten is dit de grootste divisie. Ze is inheems in Egypte en in grote delen van Azië, op Nieuw-Guinea en in Australië. Het belangrijkste geslacht is Rattus, dat 66 soorten heeft die in een gebied van Japan tot Tasmanië en van Centraal-Azië tot de D'Entrecasteaux-eilanden inheems zijn. Twee soorten, de bruine en de zwarte rat, hebben echter een zeer grote (in het eerste geval vrijwel wereldwijde) verspreiding door menselijk toedoen, en verschillende andere soorten zijn in kleinere gebieden geïntroduceerd. Veel van de geslachten in deze en andere divisies zijn vroeger tot Rattus gerekend, maar nog steeds is Rattus naar alle waarschijnlijkheid een polyfyletische groepering die nog in meerdere geslachten moet worden uitgesplitst.
Een van de weinige geslachten in de divisie die nooit tot Rattus zijn gerekend is Nesokia, dat van Egypte tot India en China voorkomt en twee soorten omvat. Een nauwe verwant van Nesokia is Bandicota, dat uit drie soorten in Zuid- en Zuidoost-Azië bestaat. Een van de andere geslachten op het vasteland van Azië is Berylmys, dat met vier soorten in Zuidoost-Azië en op Malakka en Sumatra voorkomt.
Afgezien van Diplothrix, dat een soort uit de Riukiu-eilanden omvat, komen de overige geslachten verder naar het zuiden toe voor. Sundamys, dat met drie soorten op Malakka, Sumatra, Borneo, Java, Groot-Palawan en omliggende eilanden voorkomt, is daar een voorbeeld van. In hetzelfde gebied komen twee andere geslachten met elk een soort voor, Palawanomys uit Palawan en Kadarsanomys uit Java. Als we vanuit Java verder naar het oosten gaan, komen we op Komodo Komodomys tegen, dat slechts een soort omvat. Dit geslacht is als fossiel bekend van Flores, waar ook Papagomys met twee soorten (een uitgestorven) en Paulamys met een soort te vinden zijn, naast de fossiele Hooijeromys, ook met een soort. Paulamys naso is ook wel als een soort gezien van Bunomys, dat op Celebes zes beschreven soorten omvat (een zevende heeft nog geen wetenschappelijke naam). Ook Taeromys, dat zeven uitsluitend op Celebes voorkomende soorten omvat, bevat nog een onbeschreven soort. Het derde geslacht uit Celebes, Paruromys, omvat echter slechts een soort. Op Nesoromys uit Ceram na, dat eveneens uit slechts een soort bestaat, komen alle nog overgebleven geslachten uit de Filipijnen. Het enige daarvan met een grote verspreiding, Bullimus, omvat drie soorten uit respectievelijk Groot-Luzon, Groot-Mindanao en Camiguin. Daarnaast kent Luzon nog eens twee geslachten met elk een soort (Tryphomys en Abditomys) en Mindanao twee met twee soorten (Tarsomys en Limnomys).

### Stenocephalemys-divisie
Deze divisie, met 46 soorten de grootste van Afrika, bestaat uit zes slecht gedefinieerde geslachten. Soorten uit deze divisie zijn overwegend omnivoor. Alleen Heimyscus, dat een kleine verspreiding in de regenwouden van Centraal-Afrika heeft, bevat slechts een soort. Deze werd oorspronkelijk beschreven als een soort van Hylomyscus, dat dertien soorten omvat die in grote delen van Afrika voorkomen. Ook Praomys, dat zestien soorten omvat, en Mastomys, met acht soorten, hebben een grote verspreiding. De vier soorten van Stenocephalemys komen echter uitsluitend in Ethiopië voor. Myomyscus, dat vier soorten heeft, is een polyfyletisch geslacht dat in zuidelijk en noordoostelijk Afrika en Jemen voorkomt. Zoals hierboven al vermeld, stamt de Colomys-divisie uit deze divisie; Myomyscus verreauxii is volgens DNA-sequentie gegevens de nauwste verwant van deze groep.

### Uromys-divisie

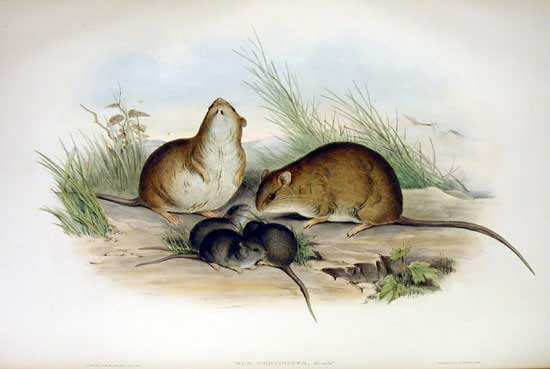
Melomys cervinipes.

Deze divisie omvat 48 soorten uit Australië, Nieuw-Guinea en vele omliggende eilanden. Het grootste geslacht, Melomys, telt 23 soorten in het noorden en oosten van Australië en op Nieuw-Guinea, de Bismarckarchipel, de noordelijke Salomonseilanden, de Molukken, Timor en enkele kleinere eilanden. In de noordelijke Salomonseilanden leeft ook Solomys, dat vijf soorten omvat. Ook Uromys, dat tien soorten omvat, is in de Salomonseilanden gevonden (om precies te zijn op Guadalcanal), maar er zijn meer soorten in Noordoost-Australië en op Nieuw-Guinea en omliggende eilanden als Biak, Nieuw-Brittannië en de Kai-eilanden. Uitsluitend op Nieuw-Guinea vinden we Protochromys, dat slechts een soort omvat. Het laatste geslacht, Paramelomys, omvat negen soorten uit Nieuw-Guinea en de omliggende eilanden.

### Xeromys-divisie
Deze divisie omvat negen soorten in drie geslachten en komt voornamelijk in de bergen van Nieuw-Guinea voor. De enige uitzondering, de ene soort van Xeromys, leeft in de mangroves van noordelijk Australië en zuidelijk Nieuw-Guinea. Leptomys omvat drie beschreven soorten uit oostelijk Nieuw-Guinea, een vierde onbeschreven soort uit het oosten van het eiland, en nog een onbeschreven soort uit het Arfakgebergte in het uiterste westen. Pseudohydromys omvat vijf spitsmuisachtige ratten uit de Nieuw-Guinese bergen, naast een aantal nog onbeschreven soorten. Xeromys en Pseudohydromys delen het verlies van de derde kies met onder andere de Hydromys-divisie; bij twee soorten van Pseudohydromys is ook de tweede kies afwezig.

### Niet-ingedeelde geslachten
Sinds de publicatie van Musser en Carletons divisies zijn er twee nieuwe geslachten beschreven in de Murinae, Saxatilomys en Tonkinomys; beide werden expliciet in de Dacnomys-divisie geplaatst. Een derde geslacht, Baiyankamys, werd van Hydromys geplitst en kan daarom in de Hydromys-divisie worden geplaatst.
Musser en Carleton gaven een indeling van levende dieren en deelden de meeste fossiele Murinae daarom niet in. Een aantal uitgestorven geslachten werd echter wel expliciet in een divisie geplaatst: Hooijeromys in de Rattus-divisie, Rhagamys in de Apodemus-divisie en Canariomys in de Oenomys-divisie. In een later artikel noemde Musser ook Qianomys en Wushanomys als leden van de Dacnomys-divisie.
De andere uitgestorven geslachten van de Murinae zijn nooit in een divisie geplaatst. Prohadromys en Ratchaburimys, elk met een soort uit het Laat-Plioceen tot Vroeg-Pleistoceen van Thailand, worden beschouwd als verwanten van respectievelijk Hadromys en Maxomys, maar zijn niet expliciet in een divisie geplaatst. Sinapodemus, Rhagapodemus en Parapodemus worden in meer of mindere mate als verwanten van de Apodemus-divisie beschouwd. Sinapodemus, met een soort uit het Laat-Mioceen van Turkije, werd beschreven als een tussenvorm tussen Progonomys en Parapodemus. Rhagapodemus uit het Laat-Mioceen tot Midden-Pleistoceen van Eurazië is de mogelijke voorouder van Rhagamys. Parapodemus, dat eveneens van het Laat-Mioceen tot Pleistoceen van Eurazië bekend is, lijkt veel op de bosmuizen (Apodemus) en de afbakening van de twee geslachten is controversieel. Kritimys uit het Midden-Pleistoceen van Kreta stamt waarschijnlijk af van Praomys, een geslacht uit de Stenocephalemys-divisie. De overige geslachten zijn over het algemeen minder recent; een uitzondering is Beremendimys uit het Vroeg-Pleistoceen van Oost-Europa. Het oudste geslacht is Antemus uit het Midden-Mioceen van Pakistan, dat de voorouder is van Progonomys uit het Midden-Mioceen tot Vroeg-Plioceen van Europa, Azië en Afrika. Andere fossiele geslachten zijn Huerzelerimys, Castromys en Mikrotia uit het Laat-Mioceen van Europa, Paraethomys uit het Laat-Mioceen tot Laat-Pleistoceen van Europa, Azië en Afrika, Hansdebruijnia uit het Laat-Mioceen van Europa en Azië, Yunomys, Linomys en Leilaomys uit het Laat-Mioceen van Azië, Castillomys uit het Laat-Mioceen tot Vroeg-Pleistoceen van Europa, Azië en Afrika, Orientalomys uit het Laat-Mioceen tot Laat-Plioceen van Europa en Azië, Chardinomys uit het Vroeg-Plioceen tot Vroeg-Pleistoceen van Azië, Stephanomys uit het Laat-Mioceen tot Vroeg-Pleistoceen van Europa en Noord-Afrika, Anthracomys uit het Laat-Mioceen tot Vroeg-Plioceen van Europa en Noord-Afrika, Saidomys uit het Laat-Mioceen tot Laat-Plioceen van Egypte, mogelijk Tanzania, Ethiopië en Afghanistan, Parapelomys uit het Laat-Mioceen tot Laat-Plioceen van Azië, Huaxiamys uit het Laat-Mioceen tot Vroeg-Plioceen van Azië, Dilatomys uit het Vroeg-Plioceen van Afghanistan en Allorattus uit het Vroeg-Plioceen van Binnen-Mongolië.